# Contraves Superfledermaus

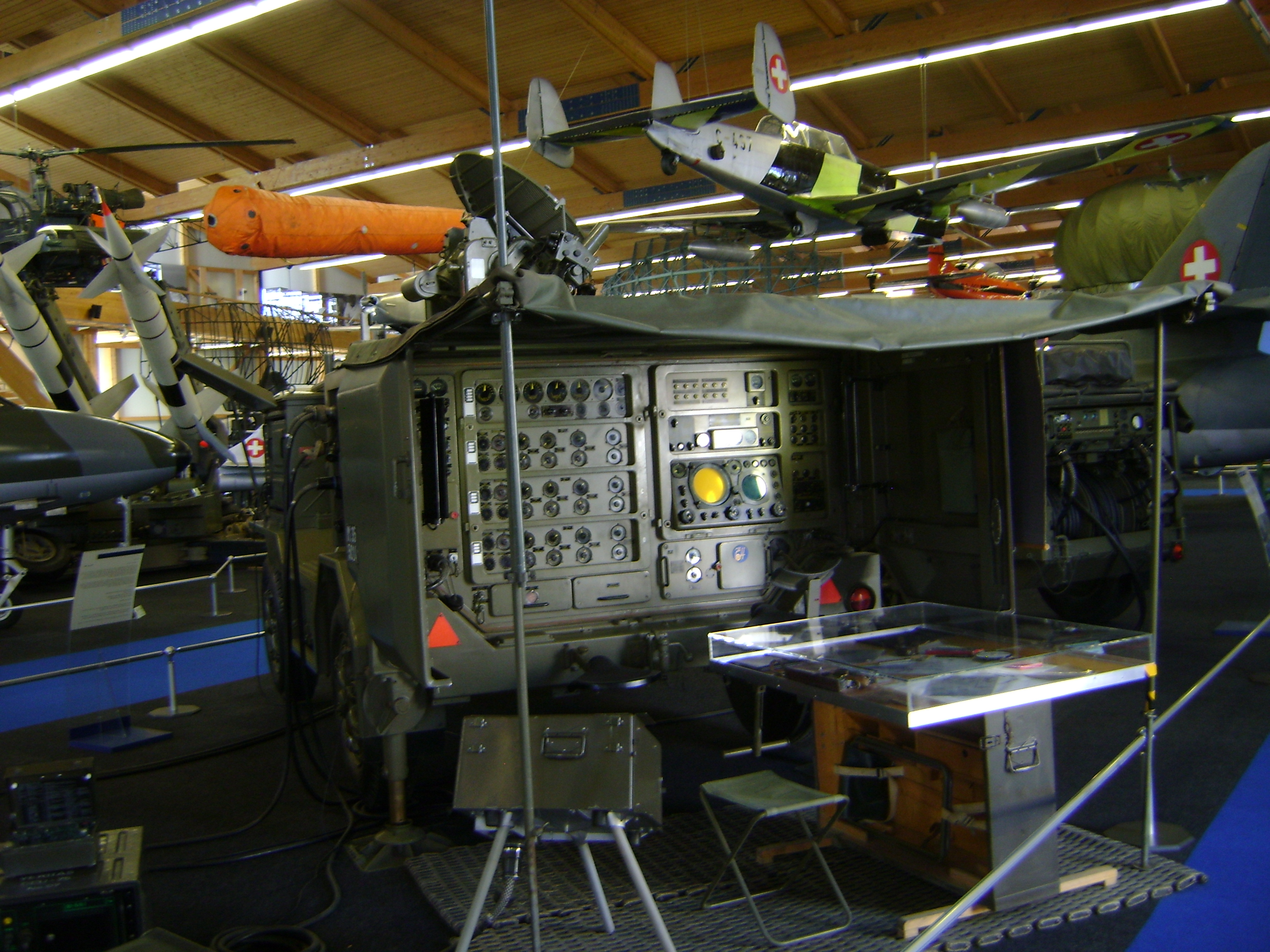
Feuerleitgerät 63 Superfledermaus im Flieger-Flab-Museum Dübendorf

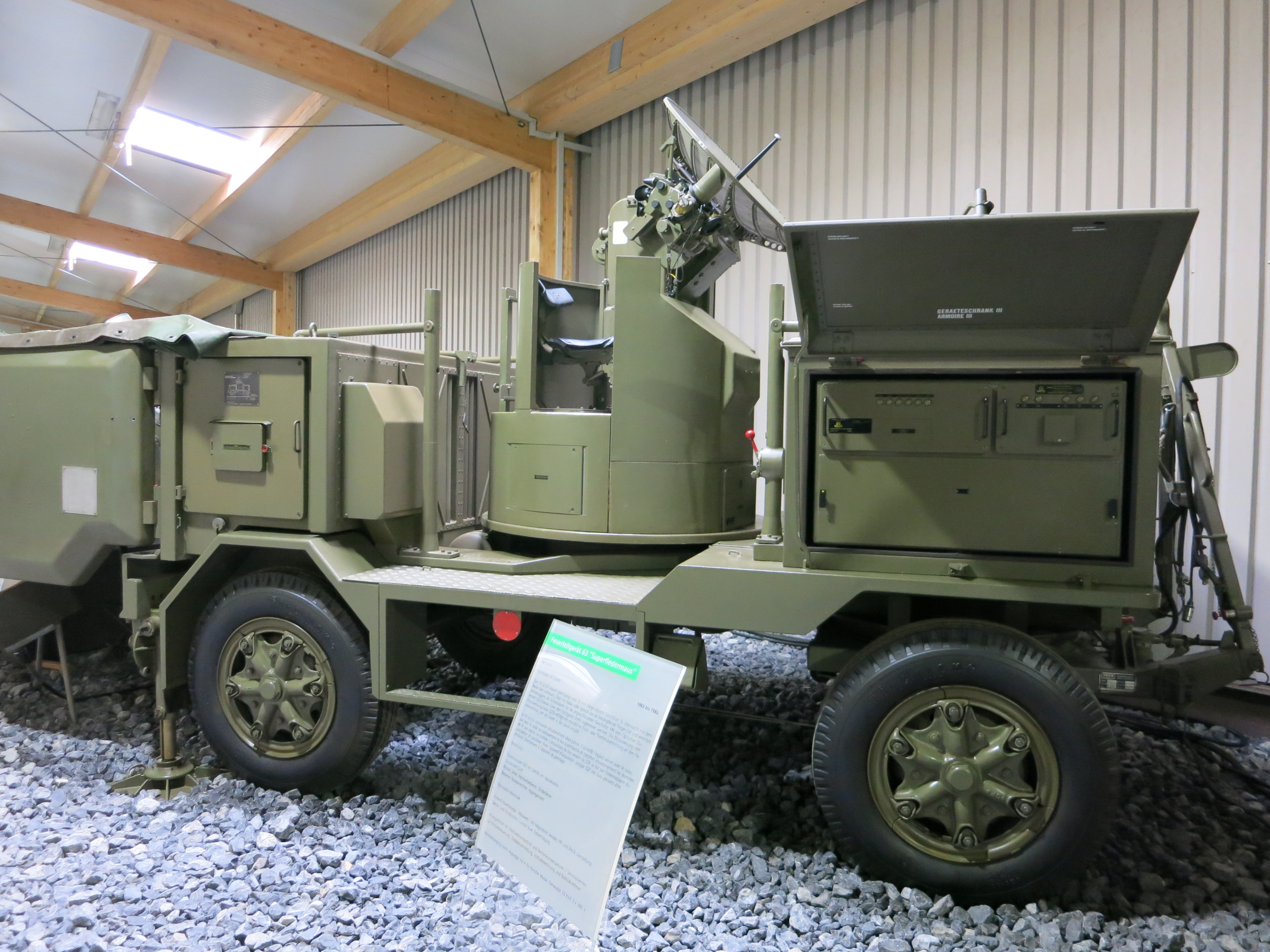
Gesamtansicht

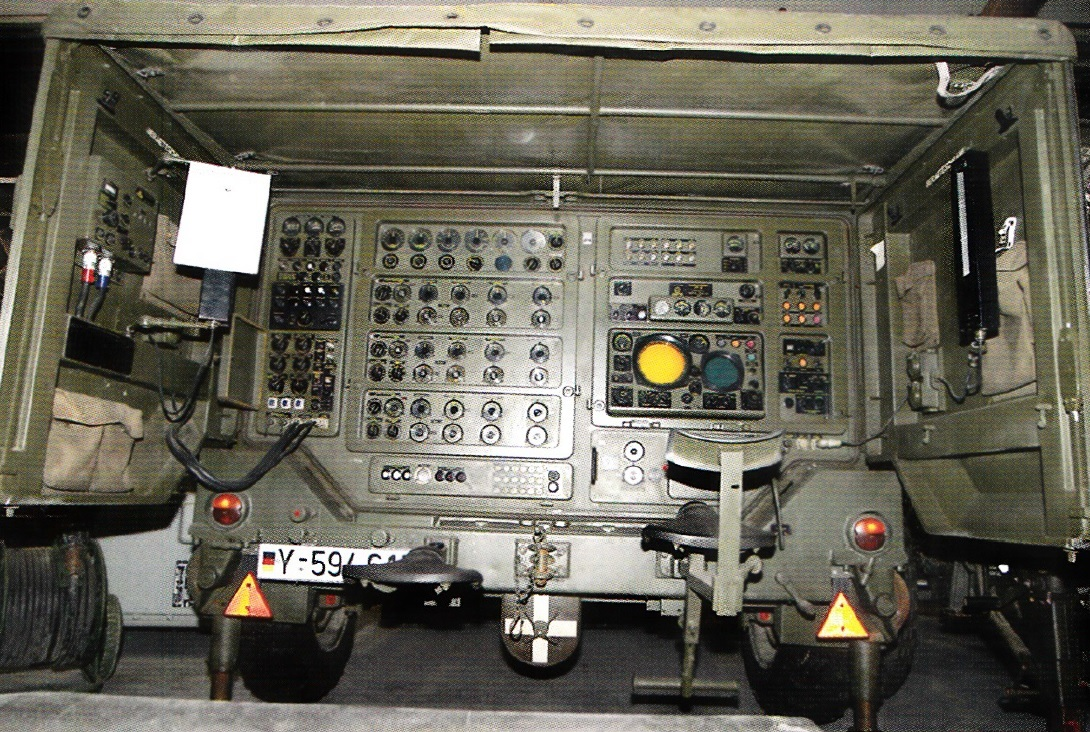
Feuerleitgerät Deisswil VII B Fledermaus der deutschen Bundeswehr in der Wehrtechnischen Studiensammlung Koblenz

Das Feuerleitgerät 63 Superfledermaus von Contraves (Flt Gt 63) ist ein Rundsuch-Impulsradargerät, das von 1965 bis 1977 bei der Schweizer Luftwaffe in 111 Exemplaren zum Einsatz kam. Das Feuerleitsystem Superfledermaus wurde von zehn Unternehmen gemeinschaftlich entwickelt und produziert. Es löste das Feuerleitradar Mark VII ab.

## Funktion
Das Flt Gt 63 steuert gleichzeitig bis zu drei Fliegerabwehr-Geschütze mit 35-mm-Oerlikon-Zwillingskanonen. Es überwacht mit dem Radar den Luftraum, verfolgt mit Radar oder optisch das zu bekämpfende Ziel und ermittelt ohne Zeitverzug die Schiessdaten für die angeschlossenen Geschütze. Mit dem Optischen Zuweiser (OZ) können dem Richtgerät Ziele direkt zugewiesen werden. Die Zielzuweisung vom Zielzuweisungsradar (ZZR) erfolgt über mündliche Funk- oder Telefonübermittlung an den Parallaxrechnerbediener, der die Daten in das Gerät eingibt. Es umfasst auf einem geschleppten Anhänger ein Pulsradar im X-Band mit einer Reichweite von 50 Kilometern. Im ersten Prototyp des Flugabwehrkanonenpanzer Gepard wurde das System ebenfalls verwendet.

## Technik
- Pulsradar mit der Möglichkeit zum Rund- oder Sektorsuchen und automatischem Folgen
- Reichweite: 50 km für Suchen, 40 km für Verfolgen
- Frequenz: 8600–9600 MHz
- Sendepulsleistung: 150 kW
- Gewicht: 5400 kg
- Stromversorgung durch 4-Zylinder-Porscheaggregat mit Generator 23 kW 380 V
- Analogrechner mit Wechselstromtechnik und Rechenkondensatoren / Servosystemen zur Richtzielsteuerung, Zieldatenerimitierung, Vorhaltrechnung und Ballistikrechner
- X-Band-Feuerleitradar „Albiswerk“ mit Magnetronsender, PPI- und RH/A-Darstellung
- Sektor- und Rundsuchen, Conical-Scan-Zielverfolgung.

## Feuerleitgerät / Flt Gt 69 Superfledermaus
Das Feuerleitgerät Flt Gt 69 basiert auf dem Flt Gt 63 und war von 1970 bis 1985 in 38 Stück bei der Schweizer Luftwaffe bei den M Flpl Flab Bttr (Mobile Flugplatz Flab Batterien) im Einsatz.
- Pulsradar mit Standzeichenunterdrückung
- drei optische Zielsuchgeräte (OZ)
- übrige Daten wie Flt Gt 63

Das Flt Gt 63 und das Fl Gt 69 wurden bei der Schweizer Luftwaffe durch das Feuerleitsystem Skyguard ersetzt.

## Feuerleitgerät Deisswil VII B Fledermaus
Von 1963 bis 1990 setzte auch die deutsche Bundeswehr das Gerät mit einigen Modifikationen in der Flugabwehr des Heeres und dem Küstenschutz der Marine ein. Es trug die Bezeichnung Fledermaus. Jeweils ein Feuerleitgerät
Fledermaus wirkte im Verbund mit drei Geschützen 40 mm L 70 Bofors. Nach Einführung des Flugabwehrsystems Roland und Ausmusterung der L 70 Geschütze im Heer wurde der Verbund nur noch in der Marine eingesetzt.